# Pentaphragma ellipticum
Pentaphragma ellipticum är en tvåhjärtbladig växtart som beskrevs av Viggo Albert Poulsen. Pentaphragma ellipticum ingår i släktet Pentaphragma och familjen Pentaphragmataceae. Utöver nominatformen finns också underarten P. e. flocculosum.